# انريكي أدولفو خيمينيز
انريكي أدولفو خيمينيز (بالإسبانية: Enrique A. Jiménez)‏ (و. 1888 – 1970 م) هو دبلوماسي، وسياسي من بنما .